# Arnold Pick

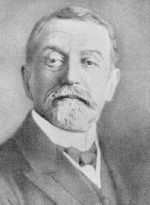
Arnold Pick

Arnold Pick (Velké Meziříčí, 20 juli 1851 - Praag, 4 april 1924) was een Duits neuroloog en psychiater.
Hij werd bekend door het beschrijven van de ziekte van Pick en de lichaampjes van Pick, toen als karakteristiek gezien voor deze ziekte.

## Levensloop
Pick studeerde in Wenen en was coassistent bij Theodor Meynert. Hij behaalde in 1875 zijn artsenbul. Pick werkte als assistent bij Carl Friedrich Otto Westphal in Berlijn waar op dat moment ook Carl Wernicke werkte. Westphal en Wernicke beïnvloedden Picks vroege werk over afasie. Vanaf 1875 werkte Pick in de Grossherzogliche Oldenburgische Irrenheilanstalt (tegenwoordig Landeskrankenhaus, de huidige Karl-Jaspers-Klinik Wehnen) in de wijk Wehnen, die gelegen is in de gemeente Bad Zwischenahn.
In 1877 werd Pick gevraagd te werken in het Landsdolhuis in Praag (Katerinke). In 1878 werd hij docent psychiatrie en neurologie aan de Praagse universiteit. In 1880 werd Pick directeur van het Landsdolhuis in Dobřany en in 1886 hoogleraar en leider van de psychiatrische kliniek van de Praagse universiteit.
Hij werd in 1887 opgenomen in de Leopoldina, de nationale academie van wetenschappen van Duitsland die in 1652 werd gesticht door keizer Leopold I en daarmee het oudste continu bestaande wetenschappelijk genootschap zonder specialisatie ter wereld is.
Pick stierf in 1924 aan een sepsis na een galsteenoperatie.

## Wetenschappelijke betekenis
Pick heeft omvangrijk onderzoek gedaan bij patiënten met psychiatrische ziektebeelden. Vooral zijn werk aan corticale lokalisatie van spraakstoornissen kreeg internationale erkenning. Naast 350 publicaties schreef Pick een leerboek over de pathologie van het zenuwstelsel.
Pick werkte nauw samen met Otto Kahler, tevens hoogleraar in Praag. In 1880 ontdekten zij de ordening van zenuwvezels in de tractus spinothalamicus (de Wet van Kahler-Pick).
Pick beschreef een beeld van frontotemporale dementie (FTD), een degeneratieve hersenziekte, die als ziekte van Pick werd aangeduid. De daarbij beschreven intraneuronale componenten uit antistoffen en neurotubuli werden lichaampjes van Pick genoemd. Deze zijn niet geheel specifiek omdat ze ook bij gezonde mensen voorkomen; aan de andere kant zijn er ook frontotemporale dementieën waarbij ze niet voorkomen. De term ziekte van Pick wordt daarom steeds minder vaak gebruikt.

## Werken
- Beiträge zur Pathologie und pathologischen Anatomie des Centralnervensystems, mit Bemerkungen zur normalen Anatomie desselben. Berlin, Karger, 1898.
- Studien zur Gehirnpathologie und Psychologie. Berlin, 1908.
- Über das Sprachverständnis. Leipzig, Barth, 1909.
- Die agrammatischen Sprachstörungen; Studien zur psychologischen Grundlegung der Aphasielehre. Berlin, Springer, 1913.
- Ueber primäre chronische Demenz (so. Dementia praecox) im jugendlichen Alter. Prager medicinische Wochenschrift, 16, 312—15, 1891